# Philipsburg (Montana)
Philipsburg – miasto w Stanach Zjednoczonych, w stanie Montana, siedziba administracyjna hrabstwa Granite.